# Gonzalo Mejía
Gonzalo Mejía Trujillo (Medellín, 1884 - 1956) fue un empresario colombiano. 

## Vida
Fundó con Guillermo Echavarría Misas la primera compañía aérea (CCNA) y los primeros servicios de correo aéreo de América.
Participó en el desarrollo de Urabá y de la carretera desde Bogotá hasta Turbo, la cual continúa todavía en construcción a cuatro carriles, en 2007.
Dentro de su actividad en la cinematografía se destaca el haber sido el productor de la película Bajo el cielo antioqueño así como por desempeñar uno de los papeles principales de dicho filme siendo Don Bernardo el padre de la protagonista.
En los años 1920, el edificio Gonzalo Mejía fue construido por iniciativa suya y fue nombrado en su honor.